# Loud Love
Loud Love – utwór amerykańskiej grupy grunge'owej Soundgarden. Utwór został wydany w 30 sierpnia 1989 roku, jako pierwszy singel promujący drugi album zespołu, Louder Than Love. Autorem tekstu i muzyki jest frontman Chris Cornell. Od momentu wydania, utwór na stałe wszedł w repertuar Soundgarden na koncertach, wersje koncertową można usłyszeć na Louder than Live. Ponadto utwór "Loud Love", został zagrany podczas pierwszego koncertu Soungarden po reaktywacji, w klubie Showbox, 16 kwietnia 2010 roku. Piosenka została opublikowana w 1997 roku, na albumie kompilacyjnym A-Sides, zawierającym największe przeboje grupy. Do utworu nakręcono teledysk.

## Wydanie
"Loud Love" został wydany jako singel, promujący drugi album pt. "Louder Than Love" 30 sierpnia 1989 roku, na stronie B singla, znalazł się utwór "Fresh Deadly Roses".

## Teledysk
Teledysk do utworu "Loud Love" został wyreżyserowany przez Kevina Kerslake, który współpracował z zespołem przy nagrywaniu teledysku do piosenki "Hands all over". Wideo ukazuje zespół występujący w klubie, na przemian ze scenami kraksy samochodów. Na teledysku występuje grający wówczas tymczasowo w zespole, Jason Everman, jednak nie brał on udziału w nagraniu piosenki w studio.

## Lista utworów
- 1. "Loud Love" (Cornell) – 4:57
- 2. "Big Dumb Sex" (wersja dubowa) – 6:06
- 3. "Get on the Snake" (Cornell, Kim Thayil) – 3:44
- 4. "Fresh Deadly Roses" (Cornell) – 4:53

## Twórcy
- Chris Cornell - wokal, gitara
- Kim Thayil - gitara
- Hiro Yamamoto - gitara basowa
- Matt Cameron - perkusja

## Pozycje w notowaniach
| Notowanie (1990) | Pozycja |
| ---------------- | ------- |
| UK Singles Chart | 87      |